# Siervas de la Eucaristía
La Congregación de las Siervas de la Eucaristía (oficialmente en francés: Congregatio des Servantes de l'Eucharistie), antiguamente llamada Congregación de las Siervas de Jesús en el Santísimo Sacramento, es una congregación religiosa católica femenina de derecho pontificio, fundada por la religiosa francesa Jeanne-Onésime Guibret, en Toulouse, el 31 de mayo de 1857. A las religiosas de este instituto se les conoce como Siervas de la Eucaristía.

## Historia
Un grupo de personas que dedicadas a la adoración eucarística en Toulouse, se congregaron alrededor del liderazgo de Jeanne-Onésime Guibret en 1857, formando una especie de asociación secreta, compuesta por laicos y sacerdotes, al estilo de los actuales institutos seculares. Bajo la dirección espiritual del cardenal de Villecourt, logrando la aprobación de la misma en 1863, sin perder el voto secreto de la consagración de sus miembros.
En 1874, la misma fundadora pidió el decreto pontificio de alabanza. Al año siguiente, la Congregación de Obispos de Obispos envió una nota a Guibert, pidiendo que la rama femenina se convirtiera en un instituto con el nombre de Sociedad de Siervas de Jesús Hostia. De esa manera el instituto femenino fue aprobado el 4 de febrero de 1876.
Bajo el gobierno de la segunda superiora, el instituto se expandió por otras ciudades de Francia y se fundaron casas en Hungría, Venezuela y Colombia. Por este tiempo, el instituto cambia de nuevo el nombre por el de Siervas de Jesús en el Santísimo Sacramento.
La lejanía y las diferencias entre las casas europeas y latinoamericanas, hicieron que estas últimas se independizasen, en 1965, con el nombre del Siervas de Jesús. En el Anuario Pontificio de 2015 fueron renombradas como Siervas de la Eucaristía.

## Organización
La Congregación de Siervas de la Eucaristía es un instituto religioso centralizado, cuyo gobierno lo ejerce la superiora general y su consejo. Existen dos formas de agregación al instituto: están las religiosas internas (que hacen vida en común) y las religiosas externas (consagradas que viven en sus propias casas, con su propio trabajo). La sede central se encuentra en Toulouse (Francia).
Las Siervas de la Eucaristía se dedican a la adoración y propagación del culto eucarístico. En 2015, el instituto contaba con unas 35 religiosas y 3 comunidades, presentes en Francia. Una de ellas en el departamento de ultramar de la Isla Reunión.